# Queen Victoria Building
Le Queen Victoria Building (abrégé QVB) est un bâtiment classé de la fin du XIXe siècle conçu par l'architecte George McRae situé au 429-481 George Street dans le quartier central des affaires de Sydney, dans l'État de Nouvelle-Galles du Sud. Le bâtiment néo-roman est construit de 1893 à 1898 et mesure 190 mètres de  long et 30 mètres de large. Les dômes sont construits par Ritchie Brothers. Le bâtiment remplit un pâté de maisons délimité par les rues George, Market, York et Druitt. Conçu comme un marché, il a été utilisé à diverses autres fins, a subi un remodelage puis une dégradation jusqu'à sa restauration et son retour à son utilisation d'origine à la fin du XXe siècle. L'édifice appartient à la ville de Sydney et a été ajouté au registre du patrimoine de l'État de la Nouvelle-Galles du Sud le 5 mars 2010.

## Histoire

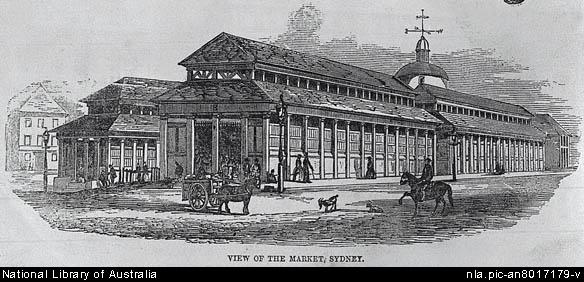
Gravure sur bois des anciens marchés de Sydney (1850).

### Site et précurseurs
Le site est sous le contrôle du conseil de la ville de Sydney depuis 1842, date à laquelle Sydney Town a été constituée. C'était auparavant l'emplacement des marchés municipaux, dont le premier, un « simple entrepôt », est érigé par Gregory Blaxland. Sous la direction du gouverneur Macquarie, il a ensuite été envisagé comme un « grand square » par l'architecte Francis Greenway. Dans les années 1830, « quatre grandes halles en pierre »sont construites sur le modèle d'Ambrose Hallen et plus tard, le site est choisi pour la construction d'un « merveilleux centre commercial »,,. 

### Conception

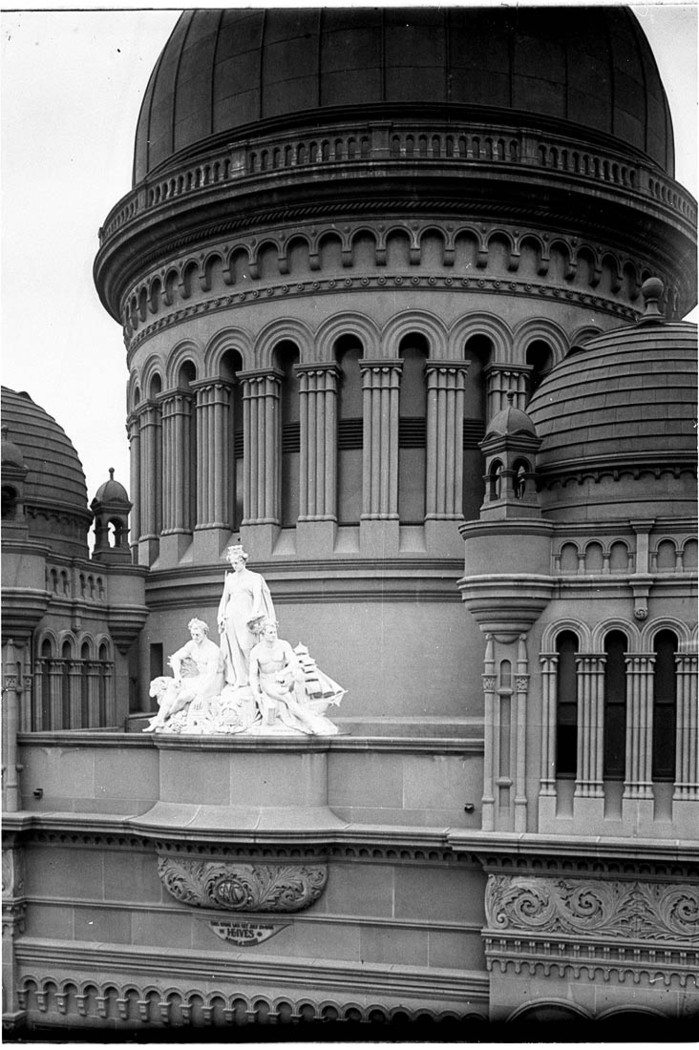
Dômes du QVB et sculpture en marbre de William Priestly MacIntosh.

Le bâtiment, à « l'échelle d'une cathédrale » est conçu par George McRae, un architecte écossais qui avait émigré à Sydney en 1884. À l'époque, Sydney connaissait un boom de la construction et comme en architecture « aucune école ni aucun style ne prédominait », McRae produit quatre modèles pour le bâtiment dans différents styles (gothique, Renaissance, reine Anne et roman) parmi lesquels le Conseil pouvait choisir. Le choix du Conseil se porte sur le style roman victorien d'où transparaît l'influence de l'architecte américain Henry Hobson Richardson. L'utilisation de colonnes, d'arches et d'une grande quantité de détails par McRae dans la conception est typiques du roman richardsonien, un style éclectique établi entre 1877 et 1886.

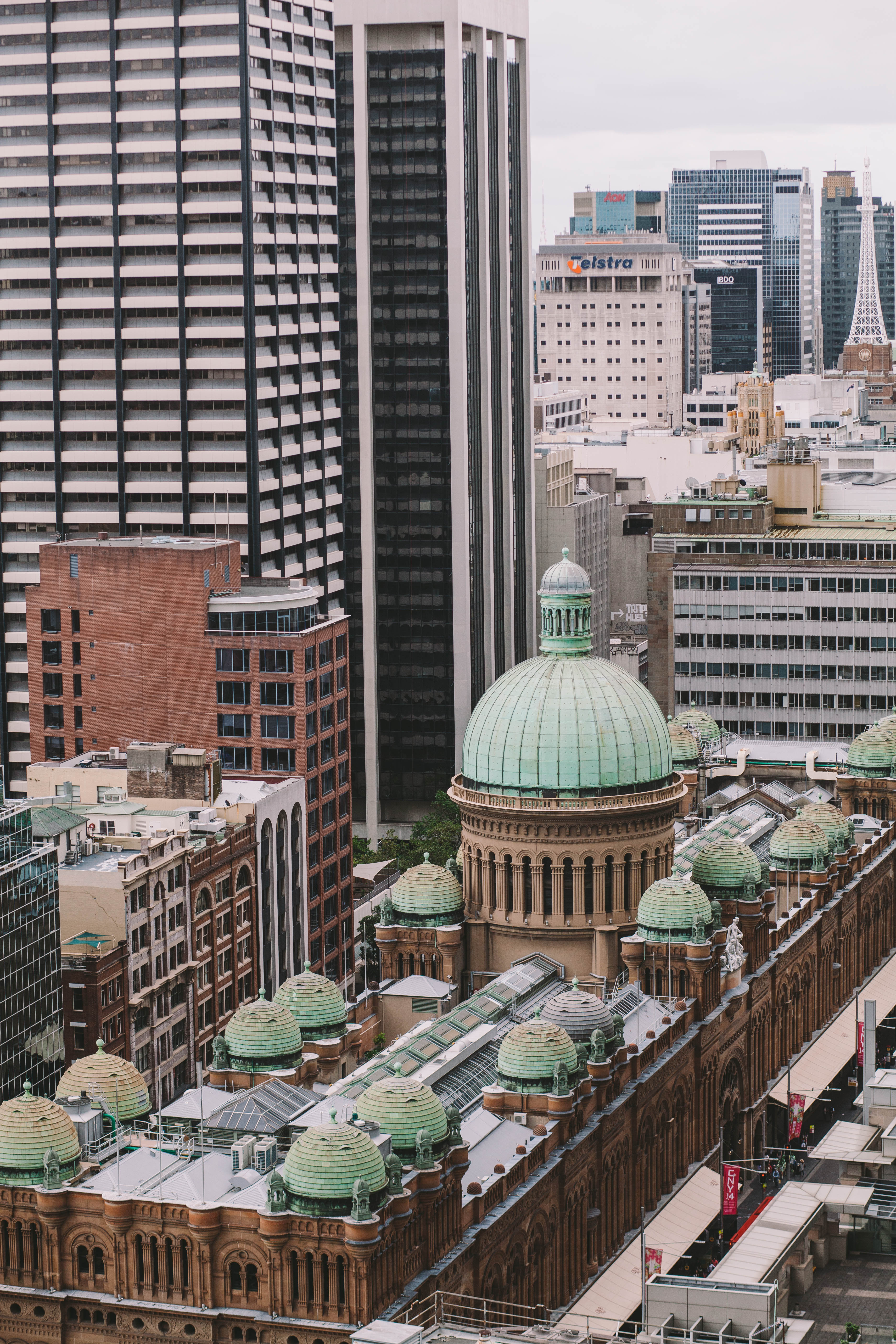
QVB vu d'en haut montrant la disposition des dômes.

Un des éléments caractéristique du bâtiment est le dôme central qui se compose d'un dôme intérieur en verre et d'un extérieur gainé de cuivre, surmonté d'une coupole. De plus petits dômes de différentes tailles se trouvent sur le toit, y compris ceux à chaque coin supérieur du bâtiment rectangulaire. Des vitraux, dont une en forme de roue représente les armoiries de la ville de Sydney, laissent entrer la lumière dans la zone centrale, et le toit lui-même comprend des puits de lumière arqués s'étendant dans le sens nord et sud du dôme central. Les colonnades, les arches, les balustrades et les coupoles sont de style victorien.

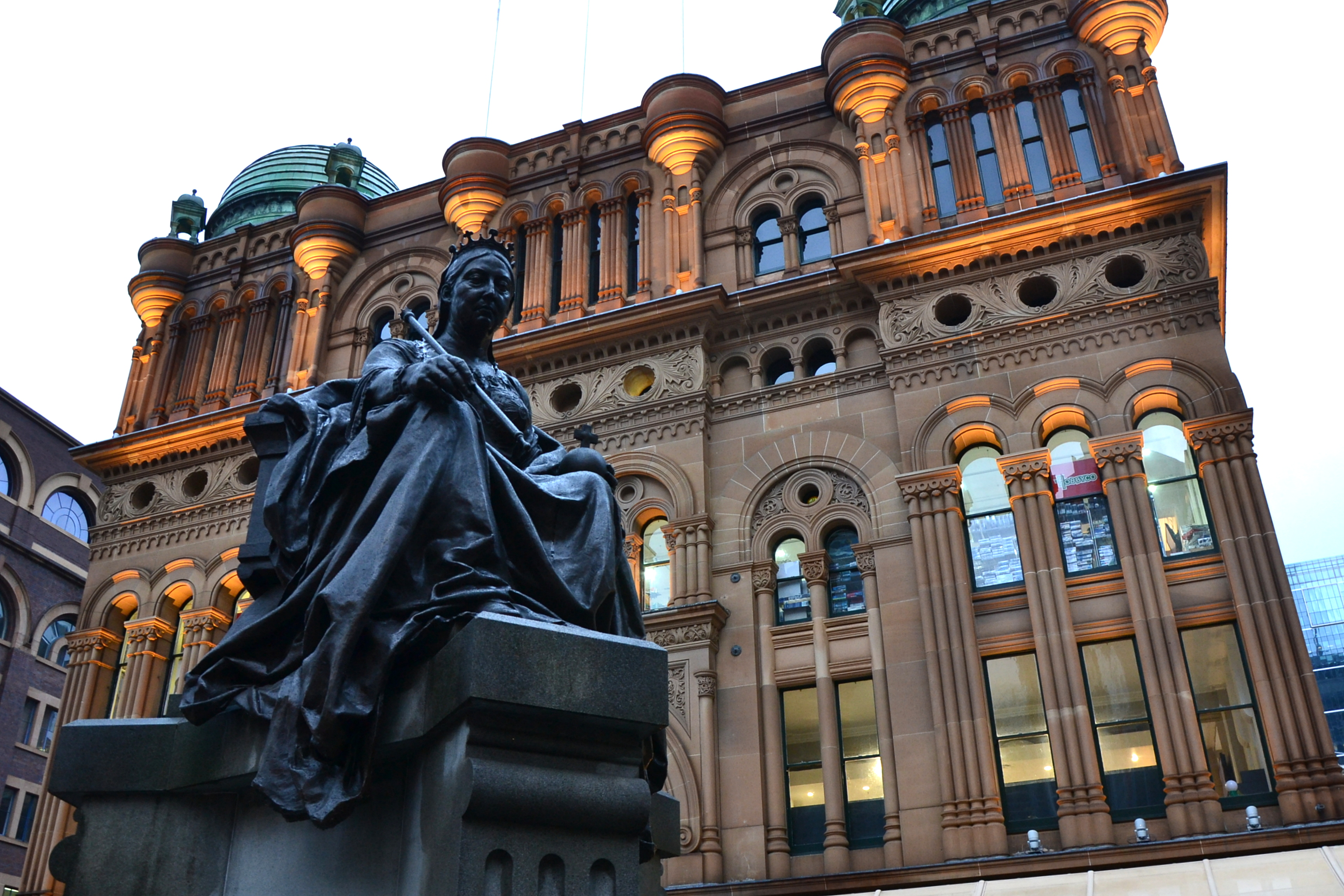
Façade vue depuis Druitt Street.

L'emplacement, tout un pâté de maisons de la ville, était auparavant occupé par un marché de produits et le tribunal central de police. Ces utilisations cessent en 1891 et le terrain a été acheté par le conseil municipal de Sydney. L'Australasian Builder and Contractors' News décrit les quatre dessins en juillet 1893 comme « renaissance savante », « Reine Anne pittoresque », « gothique classique » et « roman américain ». C'est ce style qui est choisi et la première pierre est posée en décembre 1893 par le maire, Sir William Manning. Cette pierre de fondation est un bloc de granit de cinq tonnes, au coin des rues George et Druitt. La cérémonie est la première d'une série dans laquelle les maires successifs posent des pierres et des plaques pour marquer l'avancement de la construction. Le bâtiment est remarquable pour son emploi dans le toit en forme de tonneau de systèmes d'ingénierie qui sont très avancés pour l'époque. Les historiens de l'architecture considèrent McRae comme l'un des principaux protagonistes des nouvelles méthodes de construction et des nouveaux matériaux qui commencent alors à briser le conservatisme des techniques de construction. Pour obtenir la résistance du bâtiment, McRae utilise de l'acier, du fer, du béton, des armatures, des briques fabriquées à la machine, du verre, des carreaux importés, des produits ignifuges, des rivets et des systèmes hydrauliques à une échelle sans précédent. L'immense bâtiment est finalement achevé et ouvre le 21 juillet 1898 avec une grande cérémonie par le maire Matthew Harris. Lors de la cérémonie somptueuse, Harris déclare que le bâtiment est destiné à être plus qu'un marché municipal. Avec une gestion judicieuse, « un merveilleux centre commercial sera établi ici ».

#### Appellation

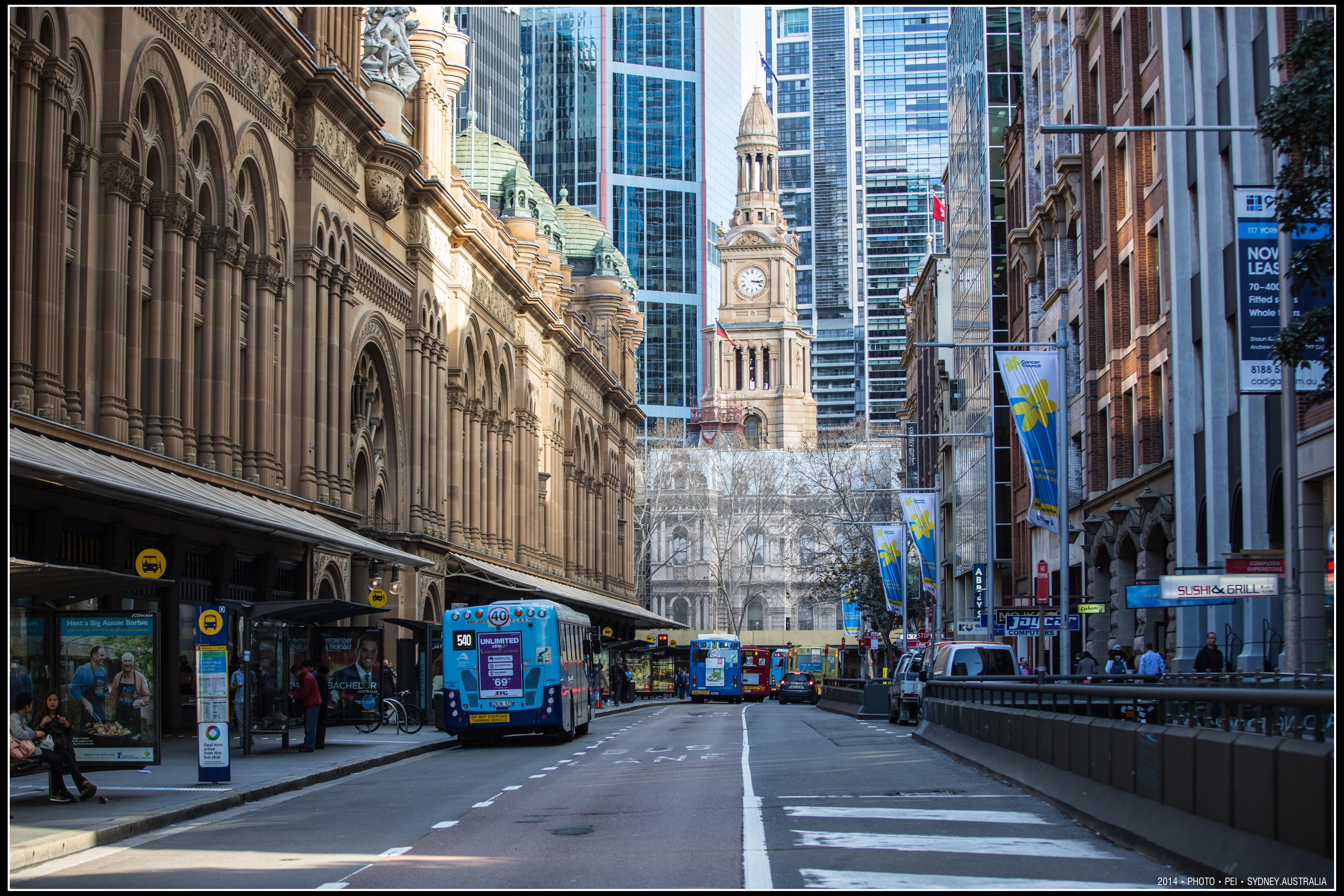
L'entrée latérale de l'édifice depuis la York Street. L'hôtel de ville de Sydney est visible à l'autre extrémité, en cours de maintenance.

En 1897, le Conseil décida de « dédier les nouveaux édifices du marché », alors encore en construction, à la reine Victoria et de les nommer « The Queen Victoria Market Buildings » en commémoration de son jubilé de diamant : 
Les conseillers décident de ne pas demander l'assentiment de la reine, en partie parce que cela aurait rendu « nécessaire la présence des armoiries royales sur le bâtiment ». Après que les marchés qui se tenaient à l'origine dans le bâtiment aient été déplacés en 1910, le nom est modifié en 1918 pour devenir « Queen Victoria Buildings ». Enfin, en 1987, le Conseil annule la résolution de 1918 et le nomme « Queen Victoria Building ».

### Construction
Le bâtiment est construit entre 1893 et 1898 par les Phippard Brothers (Henry, né en 1854 et Edwin, né en 1864), « les principaux entrepreneurs en construction de Sydney », dont les carrières de Bowral et Waverley fournissaient respectivement le trachyte et le grès,. 

### Ouverture

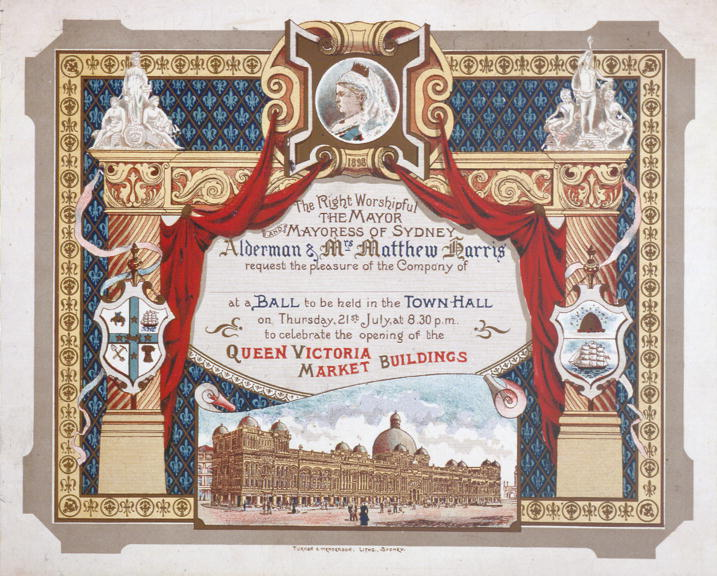
Carte d'invitation officielle vierge au bal pour célébrer l'ouverture du Queen Victoria Market Building le jeudi 21 juillet 1898.

Le bâtiment est officiellement ouvert le jeudi 21 juillet 1898 et fourni un environnement d'affaires pour les tailleurs, les commerçants, les coiffeurs, les fleuristes et les cafés ainsi que les salles d'exposition et une salle de concert. Le soir, un grand bal pour plus d'un millier d'invités a lieu dans l'hôtel de ville adjacent au cours de laquelle le lord-maire de Sydney de l'époque, Matthew Harris prononce un discours qui reflétait « la foi en l'avenir, le grand thème de l'âge victorien de l'optimisme ». 
L'entrée de la rue Druitt est inaugurée par la mairesse à l'aide d'une clé commémorative en or massif sur laquelle figure un modèle du dôme principal et des coupoles plus petites, « valant beaucoup plus de 50 £ », réalisée par Fairfax et Roberts et présentée par les frères Phippard. Le bâtiment est éclairé par environ 1 000 brûleurs à incandescence Welsbach, d'une puissance d'éclairage équivalente à environ 70 000 bougies, produisant des « inondations de lumière » qui, même au sous-sol, étaient jugées « parfaites ». 

### Premières utilisations

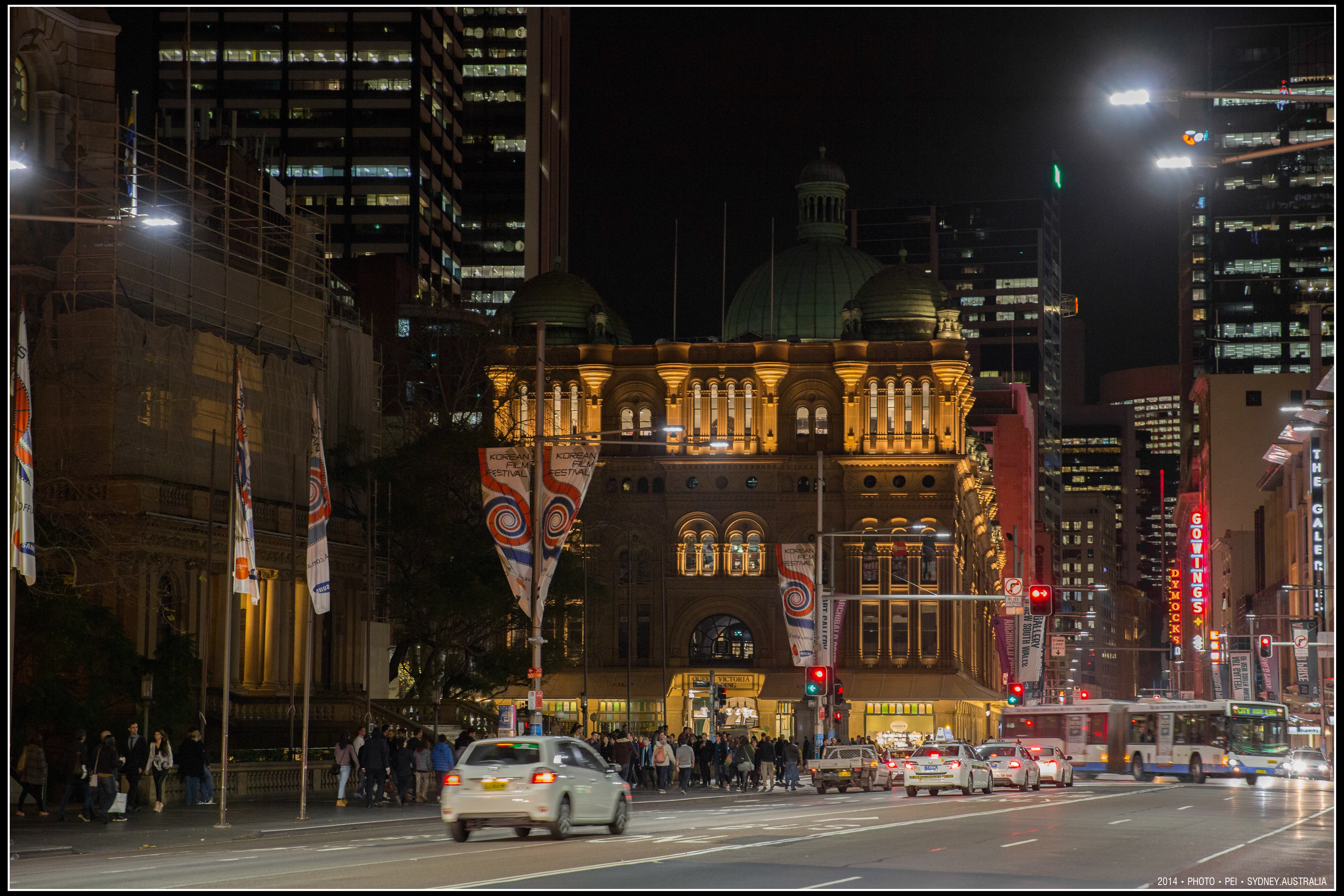
Le bâtiment illuminé la nuit, avec la George Street à droite.

Une bibliothèque publique de prêt était prévue dès 1899 et la bibliothèque de la ville de Sydney et le service d'électricité étaient tous deux des occupants de longue date. 
Le salon de thé de Mei Quong Tart, Elite Hall, est officiellement inauguré par le maire de Sydney, en 1898. Les salons de thé étaient au rez-de-chaussée près du centre des marchés, donnant sur la rue George. Un escalier tapissé de moquette menait à la salle de réception au premier étage. La salle avait une capacité de près de 500 personnes et comprenait une scène avec un avant-scène soigneusement sculpté.

### Utilisations ultérieures
Le concept original était une rue commerçante intérieure de 611 pieds (186 m) de long avec deux niveaux de magasins de chaque côté. En 1917 et 1935, des transformations ont transformé l'intérieur en bureaux avec des magasins sur les façades extérieures des rues. 
Au cours des premières décennies, le QVB a l'atmosphère d'un bazar oriental et les premiers locataires pratiquaient divers commerces, artisanats et compétences. Il y avait des magasins, des studios, des bureaux et des ateliers pour quelque deux cents commerçants, marchands et artisans. Dans les galeries supérieures se trouvaient des locations plus studieuses et savantes, telles que des librairies, des magasins de partitions, des vendeurs de piano et des accordeurs de piano, ainsi que les salons de professeurs privés de musique, de danse, de chant, d'élocution, de peinture, de sculpture, de dessin et la couture. Il y avait aussi des sports, notamment un salon de billard, un gymnase pour dames et une salle de tennis de table. 
Le bâtiment est fortement critiqué au cours des premières années de son fonctionnement en raison de son faible rendement financier. Les conseils immobiliers d'origine indiquent que l'immeuble pouvait être amorti par les loyers perçus, dans les trente ans. Les premières années sont laborieuses. En 1898, seuls 47 des 200 espaces disponibles sont loués. Cela s'améliore l'année suivante avec l'arrivée de 20 autres locataires. En 1905, il y a 150 locataires, mais ce n'est qu'en 1917 que le bâtiment atteint son taux d'occupation maximal. Jusque-là, il y avait un écart continu entre les coûts pour le Conseil et les loyers reçus et le Conseil cherchait constamment des moyens d'améliorer son rendement. 

### Changements du début duXXesiècle
Dès 1902, le conseil municipal s'inquiète du fait que le bâtiment soit un « actif qui ne rapporte rien et un handicap ». Dans les années qui suivent, divers plans de vente, de rénovation ou de démolition sont proposés et des rapports sont produits. Les marchés qui se trouvaient à l'origine dans le bâtiment sont transférés à Haymarket en 1910. En 1912, le bâtiment est décrit comme un « incube » et en 1915 et 1916 comme un « éléphant blanc municipal »,. En 1913, une « décision de remodeler a été prise par 10 voix contre 9 » sur les autres options de démolir ou vendre. Bien qu'il ait été admis que rien ne pouvait être fait avant la fin de la guerre en 1917, le Conseil accepta un appel d'offres pour des modifications du bâtiment. 
Un plan de remodelage est finalement adopté par le Conseil en mai 1917. McLeod Brothers obtient le contrat pour les travaux en juin 1917 au coût de 40 944 £. Les modifications suivantes ont été entreprises : 
- Suppression de l'auvent et remplacement par un auvent moderne en porte-à-faux avec un soffite doublé.
- Suppression de l'arcade interne au rez-de-chaussée.
- La galerie est agrandie au premier étage, réduisant l'espace vide et le vide restant recouvert d'un plafond de plomb de couleur afin que de la lumière soit disponible au centre des magasins du rez-de-chaussée.
- Le sol carrelé est recouvert de béton et de bois.
- Suppression de l'entrée de la rue Druitt pour créer un grand magasin avec des façades sur trois rues.
- Une nouvelle entrée est créée du côté de la rue York, pour permettre l'acces aux escaliers et à l'ascenseur à l'extrémité de la rue Druitt.
- De nouvelles devantures sont aménagées sur la façade de la rue George.
- Les façades originales en bois et en verre le long de la rue George sont réédifiées dans les magasins de la rue York, fournissant des entrées de rue supplémentaires à partir de la rue York, car l'activité du marché au sous-sol ne s'est plus poursuivie.
- De nouvelles salles de bains sont aménagées sur une nouvelle mezzanine le long de la rue York.
- Un ascenseur à passagers dans le noyau de l'ascenseur sud est supprimé et un nouvel escalier au sous-sol a été installé.
- Un nouveau monte-charge est inséré près de l'entrée centrale du côté de la rue York.
- L'espace vide sous le dôme central contient un nouvel ascenseur.
- Deux des chariots élévateurs au sous-sol le long de la rue York sont enlevés et l'espace résultant transformé en magasins.
- Les galeries des premier et deuxième étages se placent en porte-à-faux de sept pieds dans l'espace vide et les devantures de magasins se déplacent de sept pieds pour augmenter la surface disponible dans les logements.
- Le vide du premier étage au-dessus de l'entrée à l'entrée de la rue Druitt est transformé en une pièce en insérant un nouveau plancher.
- Le petit passage desservant les chambres du premier et du deuxième étage, à l'extrémité de la rue Druitt est supprimé, augmentant ainsi la surface au sol.
- La salle de concert existante d'une hauteur de 42 pieds est rénovée avec deux nouveaux étages insérés dans le grand espace offrant trois niveaux pour fournir de l'espace à la bibliothèque de la ville.

Ces modifications au nom de l'économie et de l'augmentation de la surface au sol détruisent une grande partie des magnifiques espaces intérieurs et le caractère du bâtiment. L'arcade du rez-de-chaussée est enlevée, la qualité de la lumière dans le sous-sol est réduite, l'entrée sud perd en importance et les vides et galeries internes aussi. Les modifications sont entreprises pour supprimer ce que le Conseil considérait comme des « défauts inhérents », ce que ses créateurs victoriens considéraient eux comme un triomphe architectural. L'un des aspects inquiétants de ces modifications radicales était que maintenant que le caractère du bâtiment avait été violé et dévalué, il y avait peu de résistance à de nouvelles modifications. 
Le bâtiment continue de subir des pertes et en 1933 la dette accumulée est de 500 000 £. Aucune modification majeure n'est survenue entre 1918 et 1934, mais de nombreuses petites modifications des ateliers individuels, telles que de nouvelles cloisons, des aménagements et des mezzanines sont effectués continuellement. Au milieu des années 1930, la dépression régresse, l'emploi augmente, la construction et les affaires reprennent. Le temps est venu de retravailler le bâtiment afin de réduire davantage la dette dégager des bénéfices. Le Conseil décide de déplacer le département de l'électricité en pleine expansion hors de la mairie et de le déplacer dans le QVB. En décembre 1933, le Conseil vote pour approuver une proposition majeure visant à modifier l'édifice pour répondre aux exigences du service de l'électricité. L'approbation est également donnée pour lancer un appel d'offres pour les travaux. La majorité des travaux est limitée à la section centrale et nord du bâtiment. Essentiellement, ce plan consiste à convertir l'intérieur en un espace de bureau général et à installer des planchers dans ce qui restait des espaces internes. Le coût des travaux, 125 000 £ est achevé en 1935 et comprenait les modifications suivantes : 
- Les devantures des magasins le long de la rue George sint enlevées et remplacées par une nouvelle façade Art déco avec des moulures en acier « Stay Bright », des fenêtres en verre plat et des panneaux de revêtement en verre noir.
- Sur la façade de la rue York, de nouvelles devantures de verre plat sont ajoutées avec des carreaux de terre cuite sur les colonnes de trachyte et les zones restantes.
- Un nouveau fascia Art Deco et un soffite pour l'auvent en porte-à-faux le long de la rue George.
- L'ascenseur pour passagers est retiré du vide central sous le dôme principal et le plancher a été rempli pour créer plus d'espace au sol et un comptoir.
- Suppression du dôme intérieur en verre sous le dôme principal et remplissage avec un nouveau sol en béton pour laisser de la place à une nouvelle installation de climatisation.
- Suppression des deux grands escaliers sous le dôme central pour fournir un vestibule central, une climatisation et des vestiaires.
- Remplissage du vide au premier étage, extrémité nord, pour fournir un espace au sol supplémentaire.
- Installation d'un plafond suspendu sous la verrière principale et revêtement de la verrière en tôle ondulée.
- Le niveau du rez-de-chaussée existant est modifié en insérant un nouveau plancher en béton armé au-dessus de l'existant avec une série d'étapes pour fournir un plancher de niveau s'adressant à chaque niveau de la rue.
- Presque tous les éléments décoratifs, caractéristiques et moulures sont retirés de l'intérieur.
- Nouveaux plafonds suspendus et éclairage de tous les autres espaces de bureau avec des services de climatisation canalisés fournis.
- Suppression de certains escaliers en colimaçon.

De nombreux magasins au rez-de-chaussée dans la partie sud du bâtiment sont conservés, bien qu'ils aient reçu de nouvelles devantures en phase avec le style Art Déco. La bibliothèque dans la zone nord est conservée sans nouvelles modifications majeures. Le sous-sol est soumis à diverses modifications telles que de nouveaux escaliers en béton, des mezzanines à pans de bois et de nouveaux équipements de l'usine, mais les locataires à long terme sont restés au sous-sol, ce qui a nécessité peu de modifications. 
Ces modifications importantes suscitent peu de commentaires du public à l'époque. Ils sont acceptés au nom du progrès comme solution nécessaire. Une qualité durable que le bâtiment a toujours conservée réside dans sa capacité à changer sans perdre son imagerie extérieure et sa force architecturale en tant qu'élément de la ville. Jusqu'au début des années 1970, le bâtiment est devenu le siège de la Sydney County Council et une grande partie de son identité dans la ville est fondée sur cette utilisation. 

### Détérioration et débat

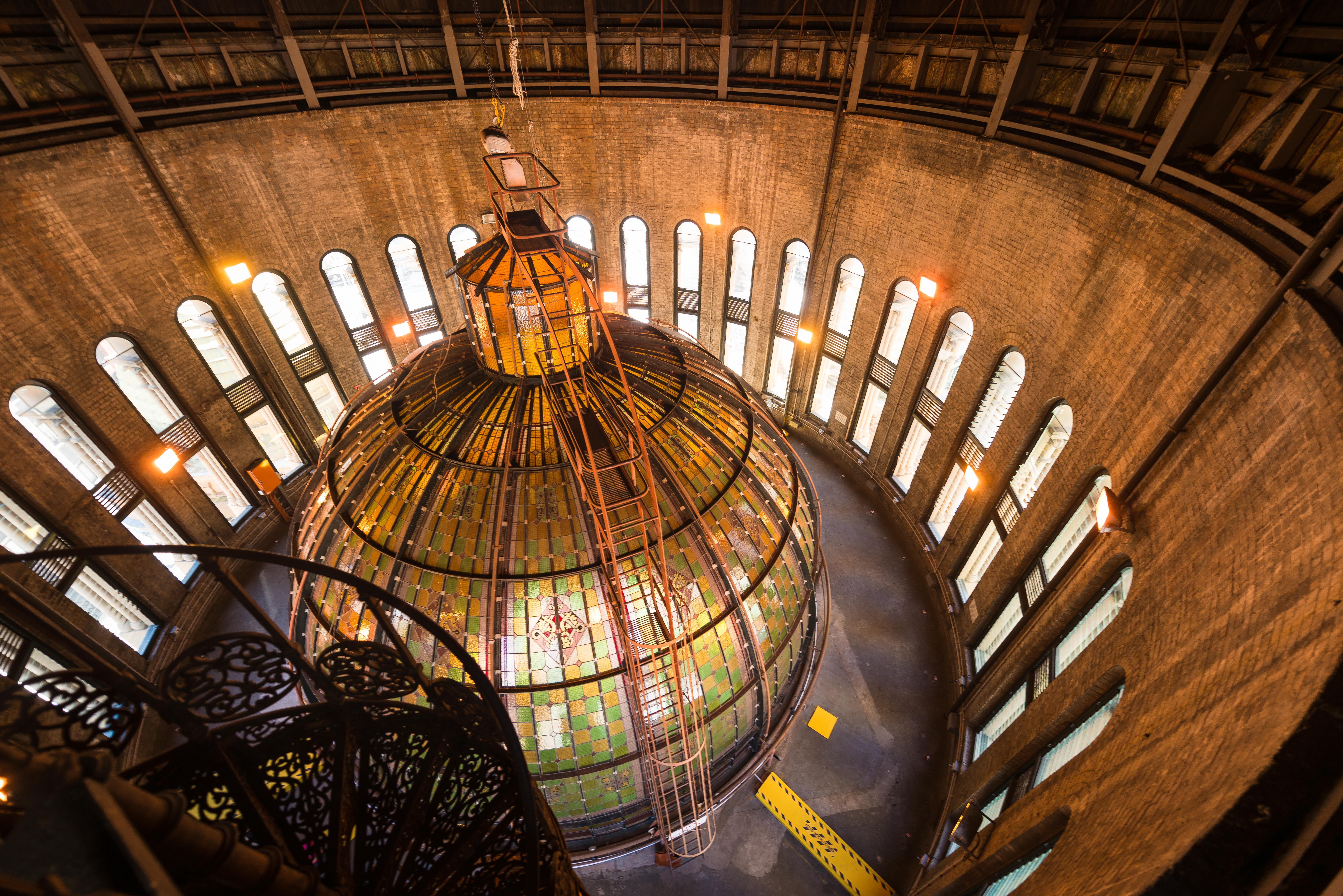
Dôme vu de l'extérieur.

Entre 1934 et 1938, les zones occupées par le Sydney County Council sont remodelées dans un style Art déco. Le bâtiment s'est régulièrement détérioré et, en 1959, est de nouveau menacé de démolition. Les propositions de remplacement du bâtiment, que beaucoup considéraient comme « en attente de démolition » incluent celles pour une fontaine, une place et un parking. L'occupation par le SCC a cependant fourni une certaine sécurité à l'immeuble en fournissant une base de revenu constante. Le SCC a entrepris des changements continus à l'édifice, certains étant des modifications importantes, mais la majorité étaient mineures telles que de nouvelles cloisons, salles d'exposition et aménagements. Par exemple, au cours des trente années entre 1936 et 1966, un total de 79 demandes de construction distinctes sont déposées auprès du conseil municipal par la SCC. Il y a peu de preuves que l'un de ces travaux, qui étaient essentiellement liés aux utilisations fonctionnelles et aux besoins des occupants, a permis de se préoccuper des qualités architecturales du bâtiment. 
Les propositions de démolition du bâtiment gagnent en force à la fin des années 1950 dans une ville désireuse de se moderniser et de se développer rapidement. Le boom de l'après-guerre bat son plein et la confiance des entreprises est élevée. En 1959, le maire Jensen suggère un plan de démolition du QVB et son remplacemenr par une place publique. Les revenus d'un parking souterrain dont il y avait grand besoin financeraient la démolition du QVB et la construction de la place. Ce programme obtient un grand soutien du public et des professions du design en général. Jensen a en outre suggéré un concours international de design similaire au concours pour le site de l'Opéra et cette idée a remporté un grand soutien. 
Les propositions de démolition à l'époque sont reportées par la présence continue du SCC dans le bâtiment. La SCC a exigé un autre bail à long terme qui est accordé par le conseil municipal en 1961. Le SCC planifiait un nouveau grand bâtiment en face de l'hôtel de ville et exigeait que les installations existantes du QVB soient conservées jusqu'à son achèvement. Le conseil municipal n'était pas en mesure de s'opposer au SCC et les propositions de démolition ont donc été temporairement contrecarrées, même si l'opinion était toujours derrière la démolition et la réutilisation du site à l'époque. Une forme de démolition a en fait commencé en 1963 avec la suppression des coupoles sur le toit. Des inquiétudes quant à leur stabilité ont été invoquées pour justifier leur retrait. L'entrepreneur a réalisé un bénéfice plus important sur la vente des coupoles récupérées comme souvenirs et décorations de jardin, que pour le contrat en lui-même. Alors que le nouveau bâtiment du SCC était presque terminé, la question du sort ultime du QVB approchait à nouveau. Les débats de la fin des années 50 et du début des années 60 ont été largement atténués par l'occupation continue de la SCC et d'autres locataires à long terme, mais, comme ce n'était plus un problème, le débat devait entrer dans une autre étape. 
En 1967, le National Trust of Australia lance un appel en faveur de sa préservation, déclarant qu'il devait être sauvé en raison de son importance historique. Des appels sont également lancés non seulement pour sa conservation mais aussi pour sa restauration en supprimant les nombreuses défigurations, en restaurant la voûte en verre, les arcades du rez-de-chaussée, les sols carrelés et les escaliers en pierre. De nombreux projets ont été promus, tels que la liaison du bâtiment par des tunnels à la mairie et à d'autres bâtiments de la ville, des projets impliquant la construction de discothèques ou de planétariums sous le dôme, avec des magasins aux niveaux inférieurs, des galeries d'art, des chambres d'hôtel aux niveaux supérieurs. Bien que ces plans devraient attendre, le Conseil a dépensé des fonds considérables pour rénover la bibliothèque municipale. 
La démolition était encore l'option privilégiée par de nombreux membres du Conseil. Même en 1969, le candidat du Parti travailliste candidat au poste de maire aux élections municipales a déclaré que s'il était élu, il proposerait la démolition du QVB. Le débat s'est étendu de la question de savoir si le bâtiment devait être démoli ou non à quels usages il pourrait être fait pour servir s'il était préservé et une campagne pour le préserver arriva, soutenue par des réunions publiques, des lettres aux rédacteurs, le National Trust et le Royal Australian Institute of Architects ainsi qu'un groupe appelé « Friends of the Queen Victoria Building ». Le 31 mai 1971, le maire de Sydney, Emmet McDermott, chef du Civic Reform Group, annonce que le bâtiment serait « préservé et restauré dans son état d'origine ». En 1974, il est classé par le National Trust qui lui a attribue une classification « A » et le définit comme « nécessitant d'urgence une acquisition et une conservation ». Il n'y avait aucune suggestion sur la façon dont cela allait se produire, mais une telle déclaration est devenue en quelque sorte le tournant de l'histoire du bâtiment et de leur sort. Le bâtiment devait être sauvé, mais il n'y avait aucun plan ni aucune suggestion quant à la provenance des fonds. En 1979, le greffier municipal, Leon Carter, déclare : « le Conseil est déterminé à ce que le coût élevé de la renaissance du QVB ne tombe pas sur les épaules boursouflées du contribuable fatigué ». Les propositions de restauration sont retardées par une combinaison de manque de fonds et de désaccords persistants entre le Conseil, les opérateurs potentiels et les parties prenantes telles que le National Trust et le Royal Australian Institute of Architects. 
En février 1978, l'attentat de l'hôtel Hilton endommage le verre du QVB, ce qui conduit à son remplacement en 1979. La même année, une équipe est constituée. Les principaux groupes de conservation soutiennent le plan. Les négociations sur les plans et les baux se sont poursuivies pendant près de trois ans, mais finalement, le 1er août 1983, le lord-maire et IPOH Garden signent un bail d'intéressement de quatre-vingt-dix-neuf ans. 

### Restauration de la fin duXXesiècle
L'immeuble est restauré entre 1984 et 1986 par la société malaisienne Ipoh Ltd (maintenant détenue par la Government Investment Corporation de Singapour) pour un coût de 86 millions de dollars, aux termes d'un bail de 99 ans du conseil municipal et contient désormais principalement des boutiques haut de gamme et des magasins « de marque ». Pendant la restauration, une aire de stationnement est construite sous York Street. La restauration du bâtiment a conservé ses caractéristiques exemplaires, y compris les escaliers trachyte, les surfaces carrelées, les colonnes et créé un établissement commercial qui accueille les maisons haut de gamme de mode, cafés et restaurants qui reflètent l'objectif initial du bâtiment dans la ville de Sydney. Le bâtiment est inauguré en novembre 1986 en présence d'Élisabeth II qui rédige à cette occasion une lettre dont le contenu ne pourra être lu qu'en 2085. Il ouvre ses portes à la fin 1986 à temps pour profiter de la période de Noël. Les travaux ont duré près de quatre ans et ont inclus un nouveau parking souterrain, reliant les tunnels et un intérieur restauré. Comme presque rien de la structure intérieure d'origine n'a été laissé intact, le travail a consisté en grande partie à reconstruire les détails et l'atmosphère du lieu. Le projet achevé peut être considéré comme un projet commercial solide, mais pas comme une véritable reconstruction. Une approche muséale de la conservation du bâtiment a été reconnue par toutes les autorités comme étant impraticable car le bâtiment serait vide et dépourvu de la vie que le dossier de restauration jugeait essentiel.

### Rénovations duXXIesiècle
En 2006, des plans détaillés pour conserver l'extérieur et rénover l'intérieur du bâtiment afin de garantir la viabilité commerciale de l'endroit en tant que complexe commercial sont présentés. La mise à niveau majeure des intérieurs du bâtiment est conçue par le cabinet d'architectes Ancher Mortlock et Woolley en association avec le cabinet de design d'intérieur Freeman Rembel et comprend l'installation de : 
- Vitrines contemporaines, signalisation intérieure, nouvelle palette de couleurs intérieure, nouvel éclairage intérieur, balustrades en verre et métal, nouvelles finitions de plancher, reconstruction des portes d'entrée en acier du rez-de-chaussée et améliorations sélectives de la salle de bain.
- Un nouveau système d'escalator vertical dans les galeries nord et sud.

Entre 2008 et 2009, Ipoh effectue une rénovation de 48 millions de dollars ajoutant de nouvelles couleurs et devantures de magasins, des panneaux de signalisation en verre, des balustrades vitrées et des escaliers mécaniques reliant le sol, les premier et deuxième niveaux. Cette rénovation a été décrite par un critique d'architecture comme un exemple de la tendance de Sydney à « commencer par quelque chose de merveilleux, puis, avec énormément de soin et de dépenses, à la détruire ». Après sa rénovation réussie, le QVB est officiellement rouvert par le maire de Sydney Clover Moore le 25 août 2009.

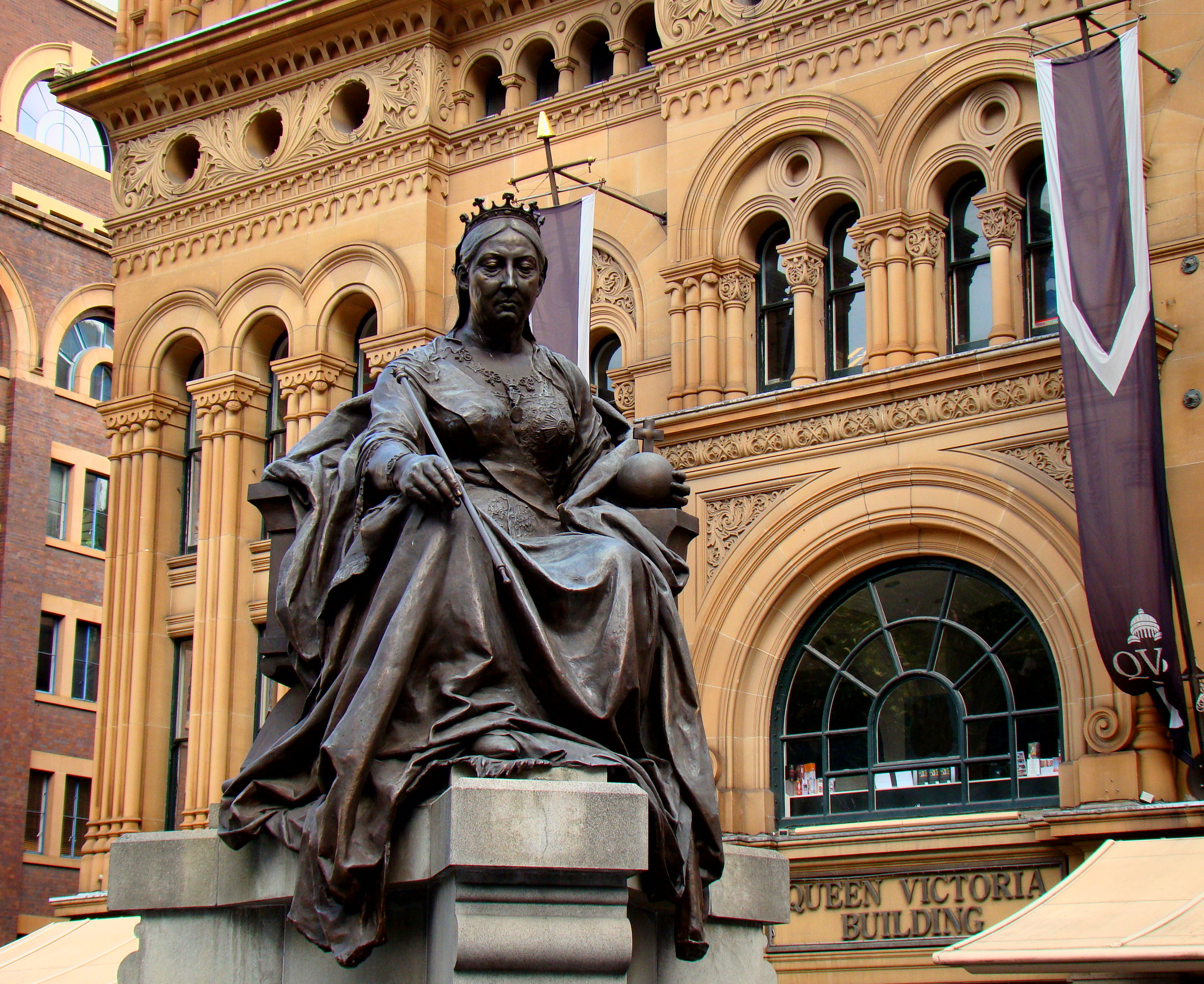
Statue de la reine Victoria devant l'entrée sud (rue Druitt).

## Chronologie des modifications
- 1893 : début de la construction.
- 1898 : ouverture du bâtiment.
- 1917 : modifications internes majeures, y compris le rez-de-chaussée fermé, réduction des dimensions des vides, modifications des systèmes de transport verticaux et augmentation importante des surfaces louables.
- 1935 : modifications internes majeures à mesure que le bâtiment est converti en locaux à bureaux et installations du gouvernement local avec des magasins aux façades des rues extérieures, suppression de la plupart des éléments décoratifs internes, y compris les dômes en verre, façade Art déco ajoutée à la rue George.
- 1982-1986 : importante conservation et rénovation du bâtiment, remise en service comme complexe commercial.
- 2006-2009 : grande conservation interne des façades et rénovation intérieure, y compris nouvelle palette de couleurs, nouveaux escaliers mécaniques vers le nord et le sud vides, nouvelle signalisation, balustrades, éclairage et devantures de magasins.

## Galerie

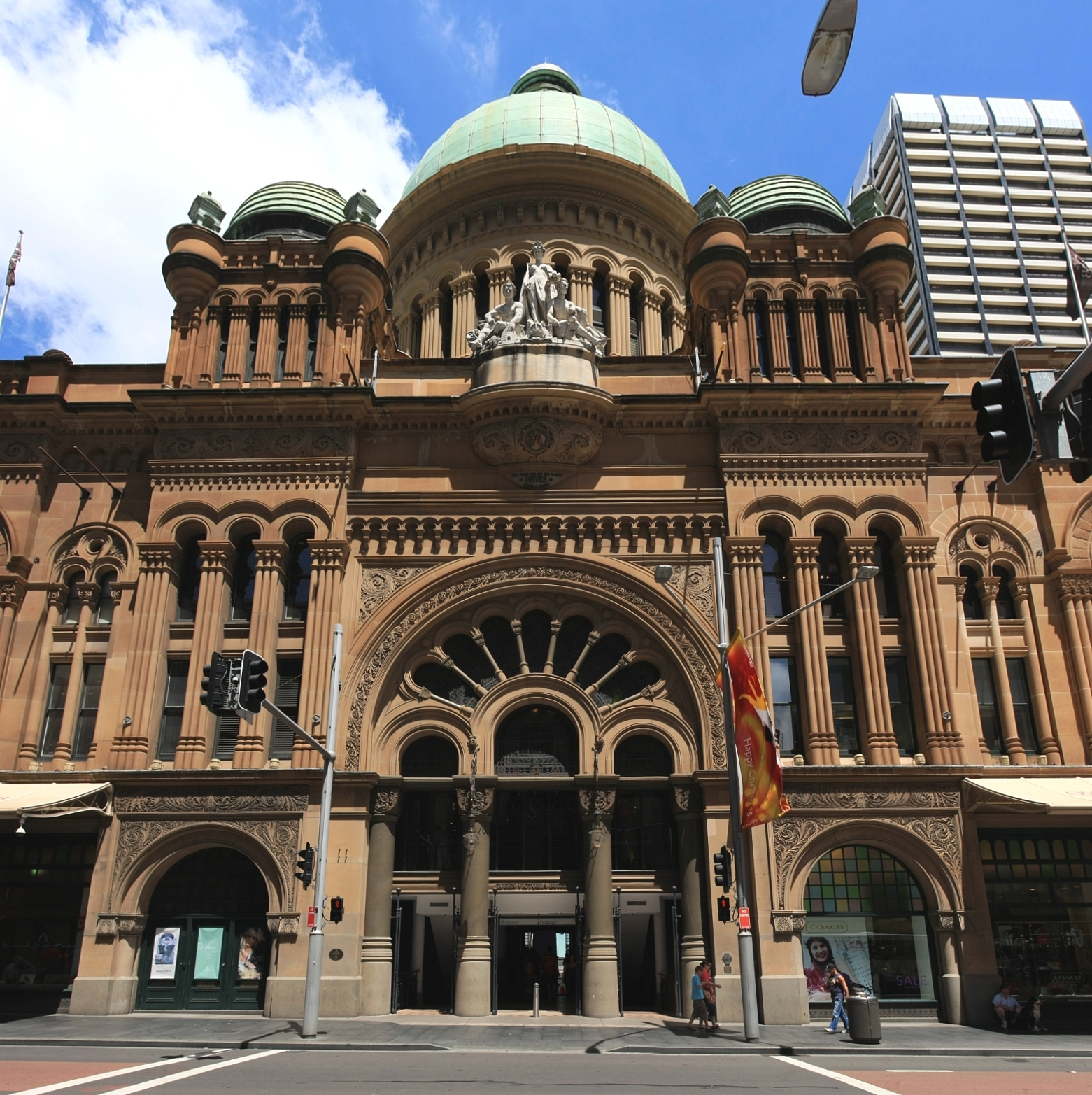
Entrée au centre de la façade de la rue George
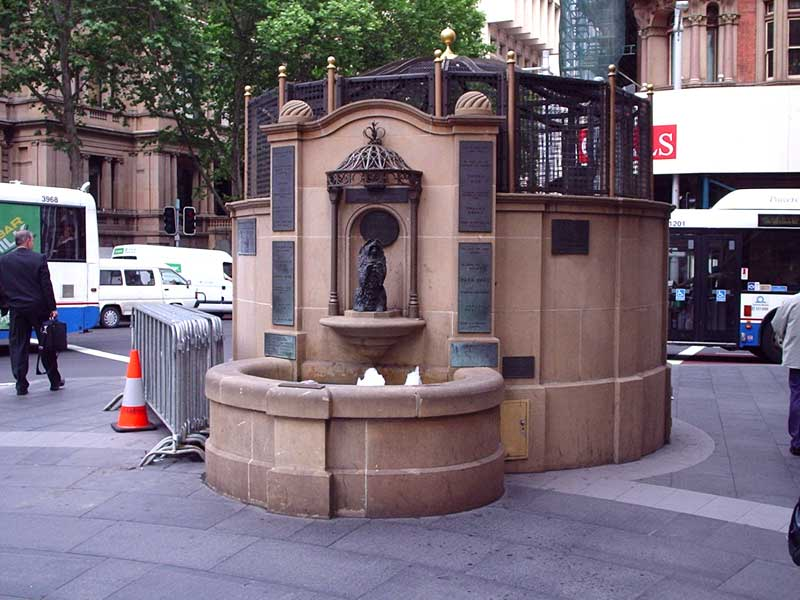
Le puits de vœux du QVB sur la place du Bicentenaire
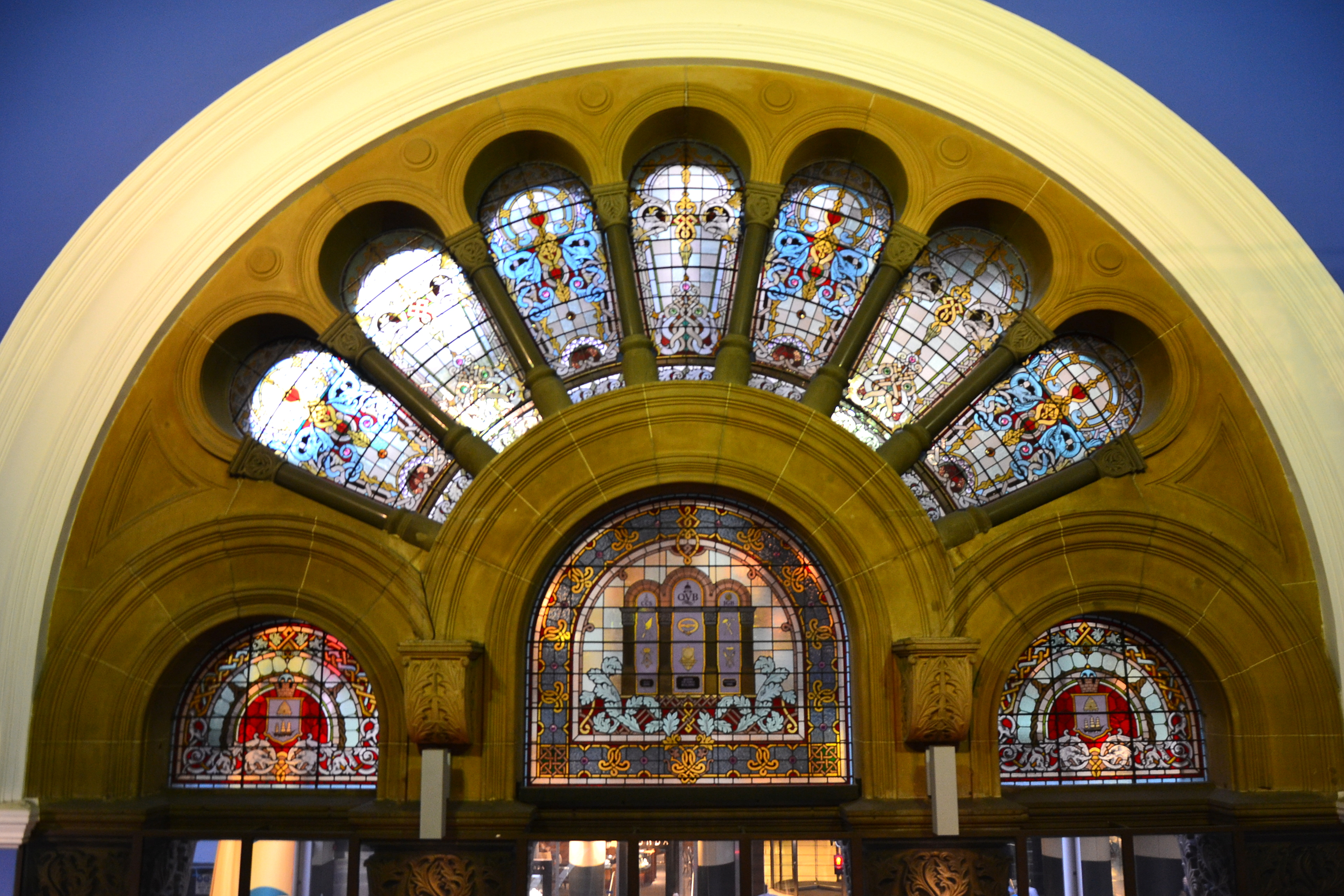
Fenêtres restaurées sur l'entrée de la rue George
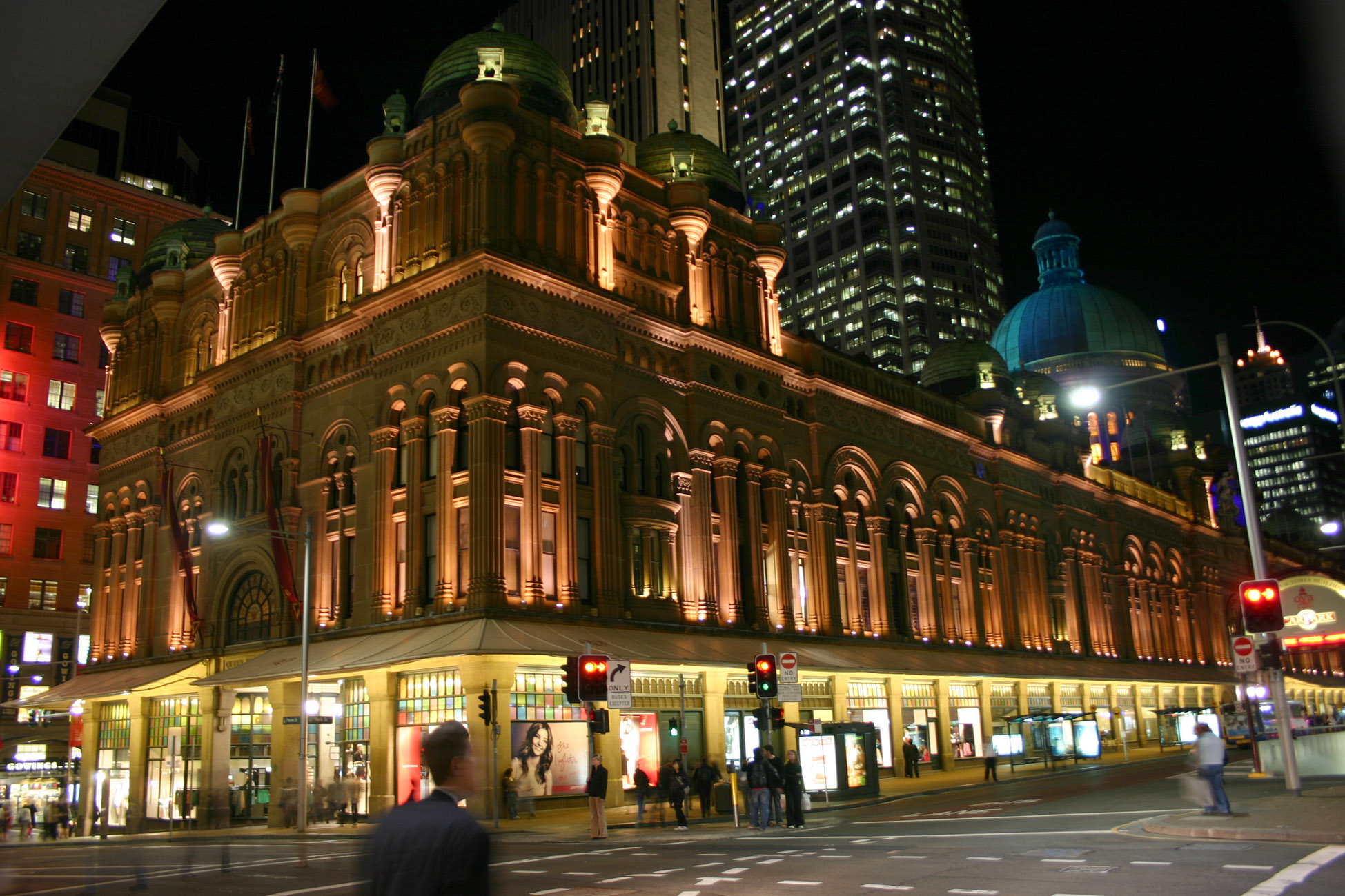
Le bâtiment illuminé la nuit
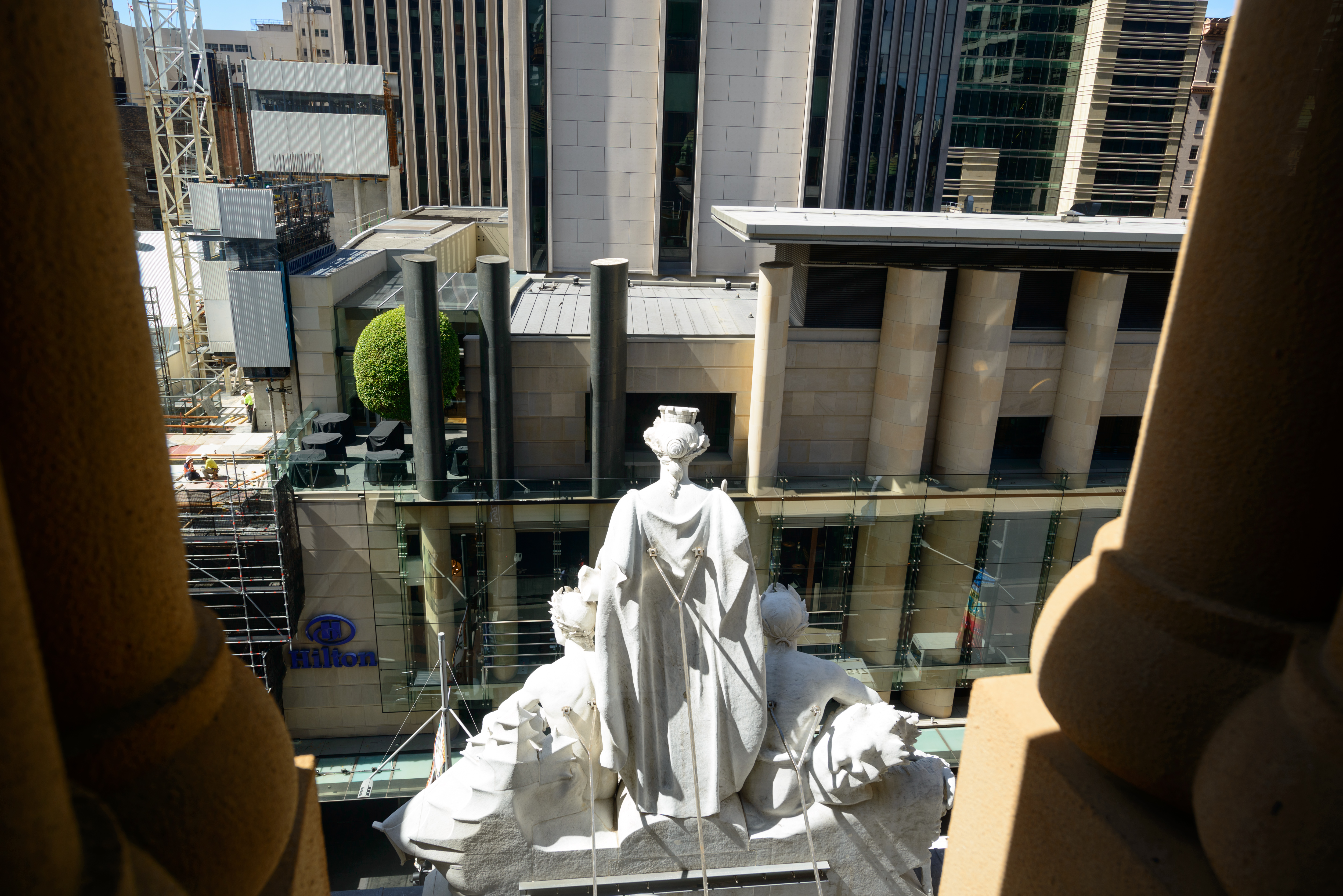
Sculpture en marbre par William Priestly MacIntosh
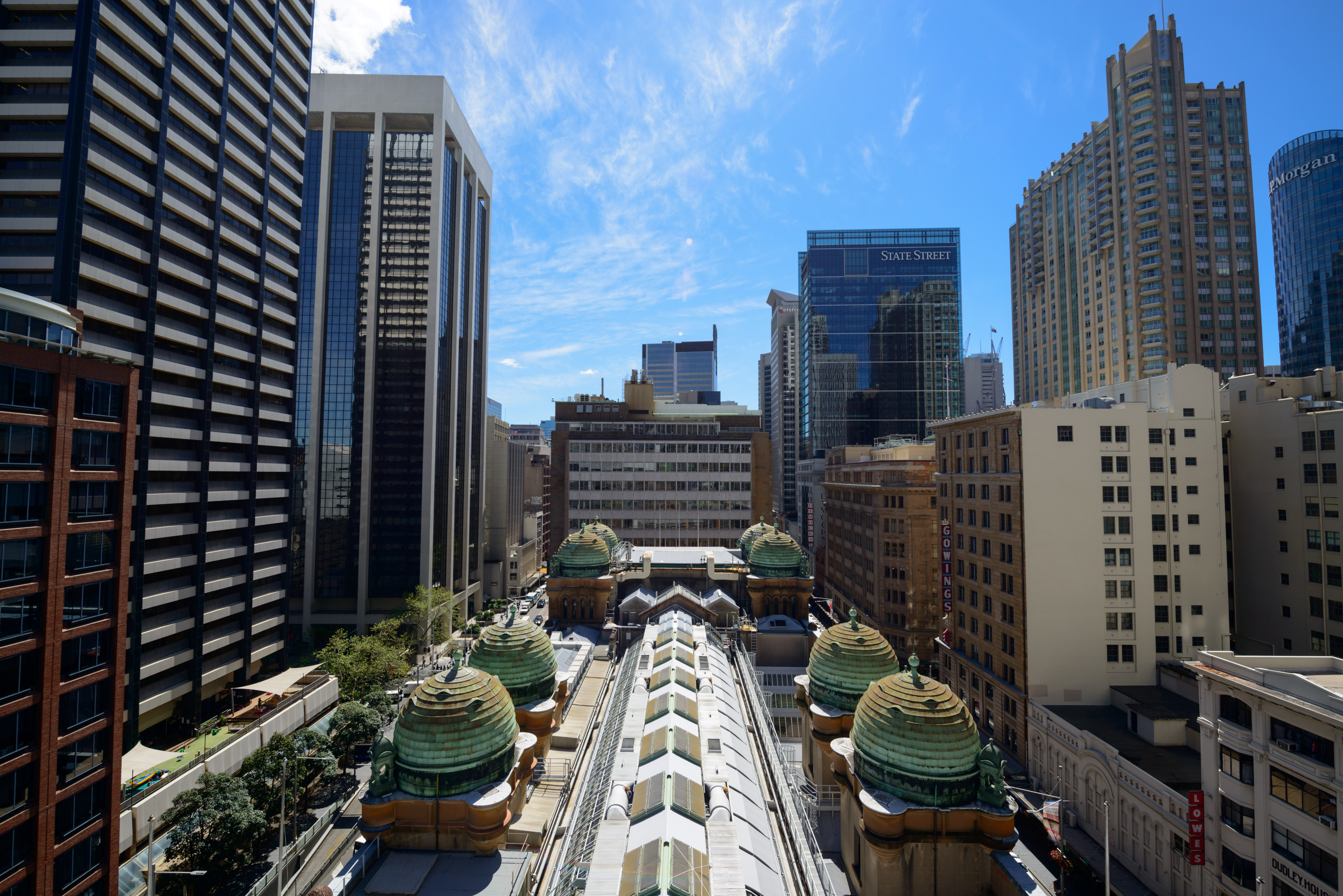
Vue du toit depuis la coupole, face au nord
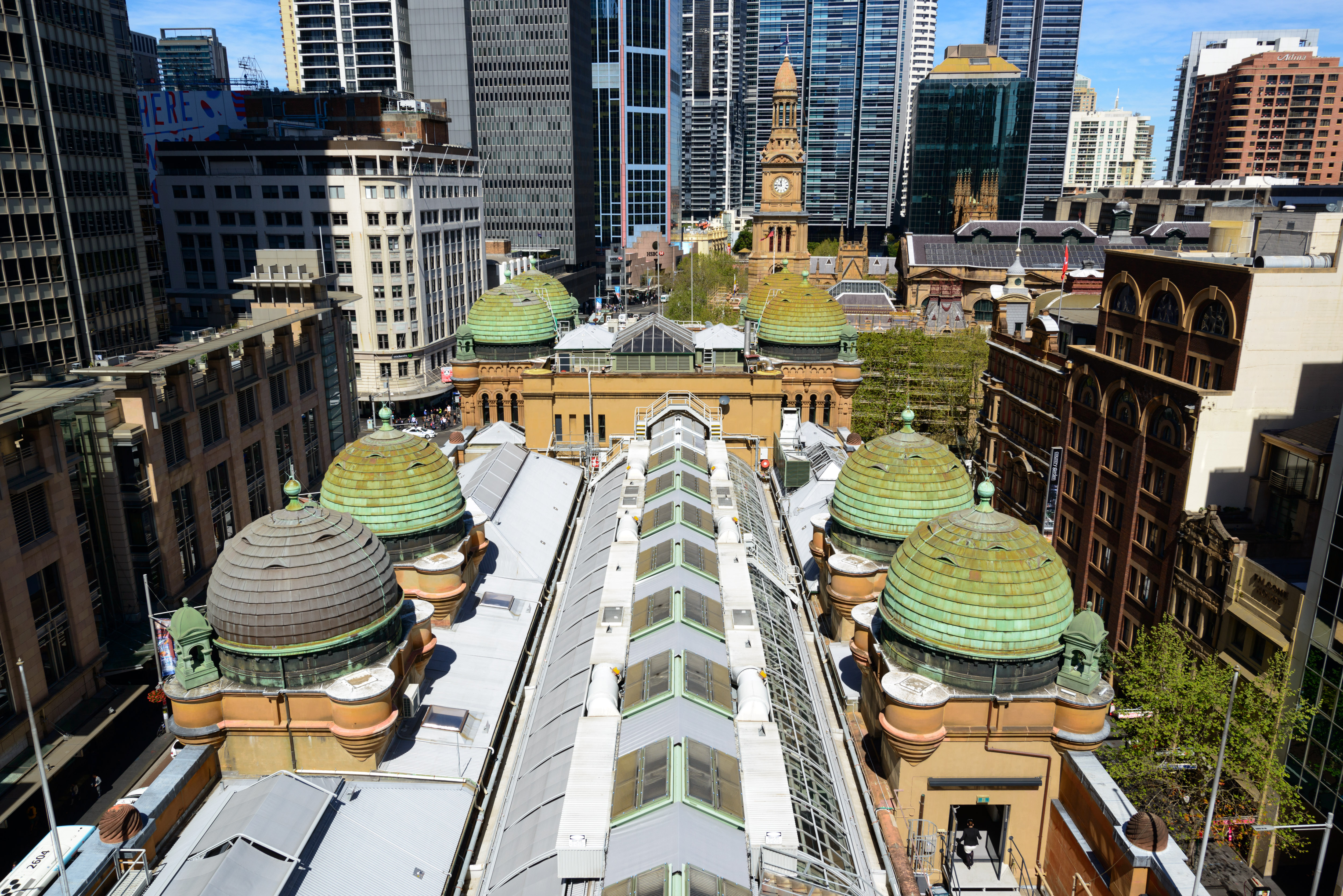
Vue du toit depuis la coupole, face au sud